# Instytut Maszyn Matematycznych
Instytut Maszyn Matematycznych (IMM) w Warszawie – instytut badawczy nadzorowany przez Ministerstwo Cyfryzacji.
W dniu 1 lutego 2018 roku weszło w życie rozporządzenie o włączeniu Instytutu Maszyn Matematycznych (IMM) do Naukowej i Akademickiej Sieci Komputerowej (NASK). Budynki należące do IMM zostały przejęte przez Centralne Biuro Antykorupcyjne (CBA) na swoją siedzibę.

## Struktura IMM
Badania naukowe i prace rozwojowe oraz ich wdrażanie, a także powiązane z nimi usługi, prowadzone są w pięciu komórkach:
- Zakład Systemów Informacyjnych. bi.imm.org.pl. [zarchiwizowane z tego adresu (2009-03-08)]. z Laboratorium Technik Semantycznych
- Zakład Systemów Identyfikacji i Urządzeń Laserowych
- Zakład Technologii Podpisu Elektronicznego oraz Weryfikacji Cech Biometrycznych wraz z Laboratorium Podpisu Elektronicznego
- Zakład Modelowania i Symulacji
- Zakład Technologii Multimedialnych i Edukacyjnych
- Centrum Doradczo-Szkoleniowe

## Historia
Początki Instytutu sięgają roku 1957, kiedy to została powołana samodzielna placówka Polskiej Akademii Nauk – Zakład Aparatów Matematycznych, przekształcony w 1962 roku w Instytut Maszyn Matematycznych. IMM w swojej historii był główną, a przez długi czas jedyną, placówką naukowo-badawczą w kraju zajmującą się budową i oprogramowaniem komputerów oraz problemami ich stosowania w nauce i przemyśle.
Współcześnie Instytut Maszyn Matematycznych prowadzi badania naukowe i prace rozwojowe w zakresie szeroko rozumianej informatyki. W szczególności rozwijane są innowacyjne technologie informatyczne stosowane w modelowaniu i symulacji procesów, zdalnym kształceniu oraz identyfikacji osób (m.in. biometrycznej) oraz uwiarygodniania transmisji dokumentów.

## Ważniejsze opracowania i osiągnięcia

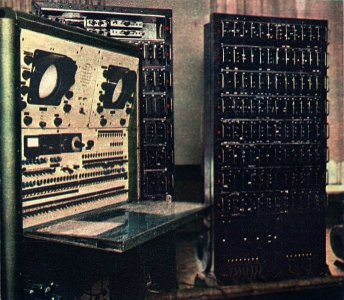
XYZ

- komputery XYZ, ZAM, Mera 300, K-202, Mera 400, Mazovia
- platforma e-learningowa TeleEdu LMS 2.0 oraz implementacja systemu repozytoryjnego TeleEdu LCMS (Learning Content Management System) zgodnie ze standardami CORDRA, SCORM i IMS
- System kontroli dostępu XChronos, terminale biometryczne IMMVein, IMMPro, IMMSkan 300, czytniki zbliżeniowe IMMProx 300, IMMProx 400
- platforma PlatMat wspierająca włączającą edukację matematyczną, ukierunkowana na wsparcie nauczyciela matematyki i uczniów słabowidzących i niewidomych w czasie zajęć z matematyki w klasie i zdalnych przez Internet, nagrodzona dwiema międzynarodowymi nagrodami za innowacyjność
- Przeprowadzenie Narodowego Testu Interoperacyjności Podpisu Elektronicznego (NTIPE), który służył zbadaniu stanu rynku aplikacji służących do składania i weryfikacji bezpiecznego podpisu elektronicznego. Istotnymi elementami było zweryfikowanie problemów związanych ze współpracą różnych aplikacji, uznawalnością certyfikatów wydanych przez różne centra certyfikacji oraz ocena zgodności składanych podpisów z wymaganiami prawa.
- prace nad projektami ICARUS[2] oraz TIRAMISU[3], prowadzone w ramach 7. Programu Ramowego Unii Europejskiej, dotyczące opracowania zintegrowanych rozwiązań sprzętowych i programistycznych służących do wspomagania akcji ratunkowych i bezzałogowych poszukiwań oraz opracowania trenażerów komputerowych, niezbędnych do szkolenia operatorów urządzeń humanitarnego rozminowywania oraz prowadzenia akcji ratunkowych.

## Profil badań
- Zakład Technologii Podpisu Elektronicznego oraz Weryfikacji Cech Biometrycznych wraz z Laboratorium Podpisu Elektronicznego prowadzi badania, prace rozwojowe i aplikacyjne oraz wykonuje ekspertyzy certyfikacyjne z obszaru zastosowań podpisu elektronicznego, w tym testy interoperacyjności różnych implementacji podpisu.
- Zakład Systemów Informacyjnych prowadzi badania naukowe i prace rozwojowe w zakresie e-learningu, m-learningu (platforma TeleEdu LMS 2.0 - własne narzędzie autorskie), zarządzania obiegiem dokumentów (dokMistrz 2.0) oraz technologii semantycznych w Laboratorium Technik Semantycznych.
- Zakład Systemów Identyfikacji i Urządzeń Laserowych realizuje prace badawcze i rozwojowe dotyczące tworzenia urządzeń i oprogramowania do weryfikacji i identyfikacji osób na podstawie cech biometrycznych.
- Zakład Modelowania i Symulacji IMM prowadzi rozwija metody i systemy e-treningu, służące do zdalnego nabywania przez szkolonych umiejętności operacyjnych, przy użyciu symulacji komputerowej, grafiki 3D oraz technologii gier komputerowych. W latach 2012–15 zakład realizuje dwa projekty 7. Programu Ramowego Unii Europejskiej – TIRAMISU i ICARUS, w których jest odpowiedzialny za opracowanie trenażerów komputerowych do szkolenia operatorów urządzeń ratunkowych.
- Zakład Technologii Multimedialnych i Edukacyjnych prowadzi badania i prace rozwojowe dotyczące alternatywnych interfejsów użytkownika w zakresie matematyki m.in. opartych na mowie syntetycznej, skrótach klawiaturowych i gestach dotykowych, W Zakładzie została opracowana i nadal jest rozwijana technologia PlatMat, stanowiąca informatyczne wsparcie w edukacji matematycznej dla nauczycieli matematyki i ich niepełnosprawnych wzrokowo uczniów.

Instytut Maszyn Matematycznych tworzy także oprogramowanie przeznaczone dla administracji państwowej i samorządowej oraz przedsiębiorstw i organizacji pozarządowych.